# Mansle
Mansle korábbi község Franciaországban, Charente megyében. Lakosainak száma 1692 fő (2019. január 1.). Mansle Cellettes, Fontclaireau, Fontenille, Maine-de-Boixe, Puyréaux és Saint-Groux községekkel határos.
2023. január 1-jén Fontclaireau korábbi községgel egyesült és az így létrejött Mansle-les-Fontaines új község része lett.

## Népesség
A település népessége az elmúlt években az alábbi módon változott:
| Lakosok száma | 1413 | 1595 | 1601 | 1597 | 1527 | 1630 | 1649 | 1686 | 1676 | 1692 |
|               | 1968 | 1975 | 1990 | 1999 | 2006 | 2013 | 2015 | 2016 | 2018 | 2019 |